# Clubhouse (série télévisée)
Pour les articles homonymes, voir Clubhouse.
Clubhouse est une série télévisée dramatique sur le baseball en onze épisodes de 42 minutes dont seulement cinq épisodes ont été diffusés du 26 septembre au 6 novembre 2004 sur le réseau CBS. Les six épisodes restants ont été diffusés du 30 juin au 4 août 2005 sur HDNet.

## Distribution
- Jeremy Sumpter : Pete Young
- Dean Cain : Conrad Dean
- Dan Byrd : Mike Dougherty
- Kirsten Storms : Betsy Young
- Mare Winningham : Lynne Young
- Christopher Lloyd : Lou Russo
- J. D. Pardo : Jose Marquez
- John Ortiz : Carlos Tavares
- Michael Jai White : Ellis Hayes